# Celine Van Gestel
Celine Van Gestel (Turnhout, 7 novembre 1997) è una pallavolista belga, schiacciatrice del PTSV Aachen.

## Carriera

### Club
La carriera di Celine Van Gestel inizia nelle giovanili dello Spinley Dessel, per poi passare a quelle del Smash Oud-Turnhout. Nella stagione 2012-13, con l'Asteríx Kieldrecht, esordisce in Liga A, a cui resta legata per sette annate, vincendo cinque Supercoppe, cinque Coppe del Belgio e sei campionati.
Nella stagione 2019-20 si trasferisce in Germania per disputare con il club del MTV Stoccarda la 1. Bundesliga. Nell'annata successiva viene ingaggiata dal San Casciano, nella Serie A1 italiana, dove resta per un biennio, prima di far ritorno in 1. Bundesliga per l'annata 2023-24 con il PTSV Aachen.

### Nazionale
Dal 2011 al 2013 fa parte della nazionale belga Under-18, dal 2012 al 2014 è in quella Under-19, mentre dal 2013 al 2015 è convocata in quella Under-20.
Nel 2013 ottiene le prime convocazioni nella nazionale maggiore. Nel 2022 vince la medaglia d'argento alla Volleyball Challenger Cup.

## Palmarès

### Club
- Campionato belga: 6

2013-14, 2014-15, 2015-16, 2016-17, 2017-18, 2018-19
- Coppa del Belgio: 5

2013-14, 2014-15, 2015-16, 2016-17, 2017-18
- Supercoppa belga: 5

2012, 2014, 2016, 2017, 2018

### Nazionale (competizioni minori)
- Volleyball Challenger Cup 2022